# 프로스펙트 공원

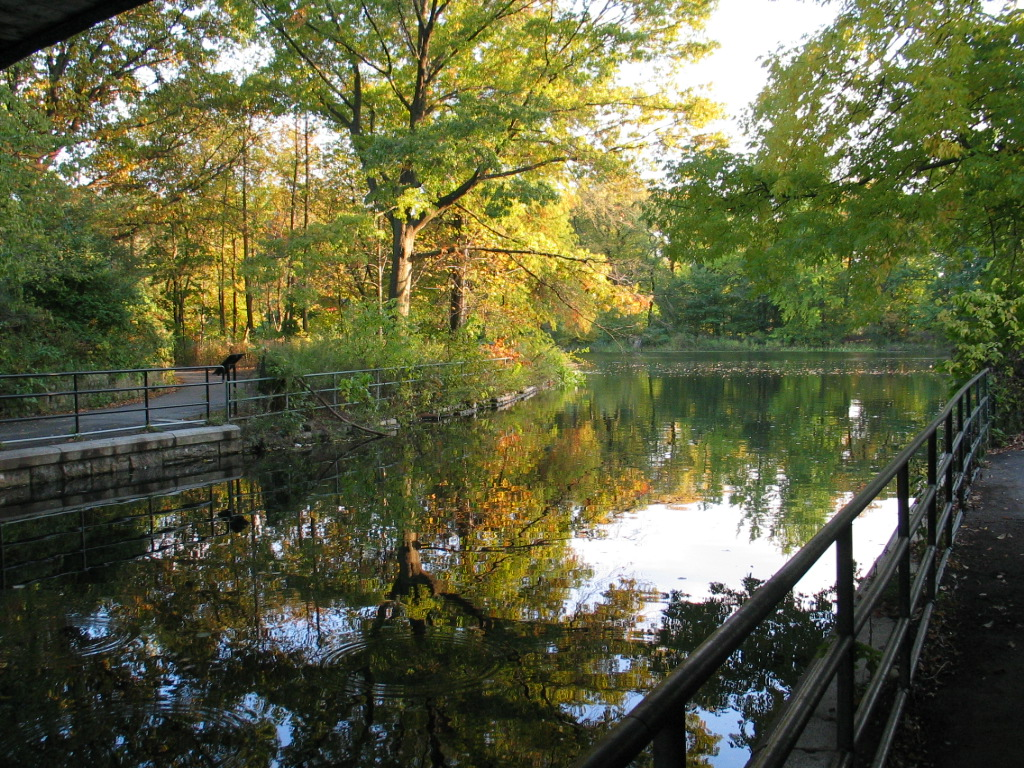
프로스펙트 공원

프로스펙트 공원(영어: Prospect Park) 또는 프로스펙트 파크는 미국 뉴욕 브루클린에 위치한 공원이다.
이 공원은 파크 슬로프(Park Slope), 프로스펙스 하이츠(Prospect Heights), 프로스펙스 레퍼츠 가든스(Prospect Lefferts Gardens), 플랫부시(Flatbush) 및 윈저 테라스(Windsor Terrace) 사이에 위치하고 있으며 브루클린 박물관(Brooklyn Museum), 그랜드 아미 플라자(Grand Army Plaza) 및 브루클린 식물원(Brooklyn Botanic Garden)과 인접해 있다. 면적이 526에이커(213ha)인 프로스펙트 공원은 브루클린에서 마린 파크 다음으로 두 번째로 큰 공공 공원이다.
1859년에 통과된 법안에서 처음 제안된 프로스펙트 공원(Prospect Park)은 맨해튼 센트럴 파크 설계를 도왔던 프레데릭 로우 옴스테드(Frederick Law Olmsted)와 캘버트 복스(Calvert Vaux)가 디자인을 다양하게 변경한 후 설계했다. 프로스펙트 공원은 1867년에 문을 열었지만 1873년까지는 실질적으로 완성되지 않았다. 이후 공원은 시설에 대한 수많은 수정과 확장을 거쳤다. 1890년대에 도시의 아름다운 건축 운동으로 공원에 몇 개의 추가 공사가 완료되었다. 20세기 초, 뉴욕시 공원휴양국(NYC Parks) 커미셔너 로버트 모세스(Robert Moses)는 프로스펙트 공원을 청소하는 프로그램을 시작했다. 20세기 후반의 쇠퇴기에 프로스펙트 파크 얼라이언스(Prospect Park Alliance)가 설립되어 1980년대 후반부터 공원의 많은 부분을 개조했다.
프로스펙트 파크는 1975년 11월 25일에 뉴욕시의 명승지로 지정되었으며 1980년 9월 17일에 국립 사적지로 등재되었다. 이 공원은 프로스펙트 파크 얼라이언스와 NYC 공원에서 운영한다.

## 같이 보기
- 프로스펙트 파크 동물원